# I Killed the Zeitgeist
I Killed the Zeitgeist – debiutancki album studyjny Nicky'ego Wire'a, basisty rockowego zespołu Manic Street Preachers. Został wydany 25 września 2006 roku nakładem Red Ink.

## Lista utworów
Wszystkie słowa i muzyka Nicky Wire.
1. "I Killed the Zeitgeist" – 2:32
2. "Break My Heart Slowly" – 3:36
3. "Withdraw / Retreat" – 2:47
4. "Goodbye Suicide" – 2:28
5. "The Shining Path" – 3:21
6. "Bobby Untitled" – 3:24
7. "You Will Always Be My Home" – 3:37
8. "So Much for the Future" – 2:15
9. "Stab YR Heart" – 3:43
10. "Kimino Rock" – 2:42
11. "Sehnsucht (Neu Song)" – 1:57
12. "(Nicky Wire's) Last" – 2:57
13. "Everything Fades" – 6:27
14. "Ocean Rain" (Echo & the Bunnymen Cover)

## Single
- "Break My Heart Slowly" (18 września 2006)